# Knack 2
Knack 2 ist ein vom japanischen Entwicklerstudio SIE Japan Studio exklusiv für die PlayStation 4 entwickeltes Action-Adventure mit Elementen aus Jump ’n’ Run und Beat ’em up. Erschienen ist es in Nordamerika am 5. September 2017, in Europa am 6. September 2017. Der Herausgeber ist Sony Interactive Entertainment.
Es handelt sich bei dem Videospiel um den Nachfolger des November 2013 erschienenen Spiels Knack, einem der ersten Titel für die PlayStation 4. Angekündigt wurde die Fortsetzung, bei der erneut der Entwickler und Game Designer Mark Cerny federführend war, bereits auf der PlayStation Experience 2016.

## Handlung
Protagonist des Spiels ist, wie bereits im Vorgänger, das Wesen Knack. Eine Art Golem, von dem Wissenschaftler Doktor Vargas aus uralten Relikten erschaffen, um den Menschen im Kampf gegen angreifende Goblins zu helfen. Knack kann je nach der Art des aufgenommenen Materials, beispielsweise Eis-, Holz- oder Metallrelikte, welche sich in der Spielumgebung finden, seine körperliche Beschaffenheit ändern und so unterschiedliche Fähigkeiten gegen Feinde entwickeln sowie seine Größe ändern. Die Geschichte von Knack 2 beginnt mit der Invasion von riesigen Robotern, die von einem zunächst unbekannten Feind aktiviert wurden. Im Verlauf des Spiels sollen Knack, sein menschlicher Freund Lukas und andere aus dem ersten Teil bekannte Figuren den Urheber des Angriffs ausfindig machen und besiegen. Das Skript wurde von der amerikanischen Autorin Marianne Krawczyk entwickelt, die zuvor unter anderem auch für die Handlung der God-of-War-Serie verantwortlich war.

## Spielprinzip
Knack 2 ist ein Action-Adventure mit Beat-’em-up- und Jump-’n’-Run-Elementen, in dem der Spieler den Protagonisten Knack durch eine Anzahl linearer Level steuert. Das Bewegungsrepertoire von Knack wurde gegenüber dem ersten Teil deutlich gesteigert und umfasst nun 35 Manöver. So können beispielsweise mit einem Teleskoparm-Angriff Feinde herangezogen werden, mit einem Energielasso Gegner kurzzeitig betäubt oder ein mächtiger Faustschlag ausgeführt werden. Durch das Aufsammeln von Reliktsteinen, die von besiegten Feinden hinterlassen werden oder sich in der Umgebung finden, werden diese Fähigkeiten sukzessive freigeschaltet. Zudem kann Knack seine Größe ändern und so als Winzling durch enge Gänge laufen oder als Riese besonders viel Schaden anrichten. Neben den Kämpfen gegen Roboter und Goblins wird das Gameplay durch Jump-’n’-Run-Passagen und Rätseleinlagen aufgelockert. Das Spiel lässt sich zudem im Koop-Modus bestreiten, bei dem jederzeit, online oder offline, ein weiterer Mitspieler in das Geschehen einsteigen kann und einen zweiten, gleichberechtigten Knack steuert.

## Rezeption
Knack 2 wurde überwiegend positiv rezensiert. Aus 81 aggregierten Wertungen erzielt das Spiel auf Metacritic einen Score von 69. Der sogenannte „User Score“, der auf der Beurteilung einzelner Spieler basiert, beträgt 7,9. (Stand 2025) In der deutschen Fachpresse werden als positiv besonders das rundum verbesserte Gameplay und Kampfsystem sowie die gelungene Mischung aus Action und Rätseleinlagen und der Spielumfang von etwa 10 Stunden herausgestellt. Als Kritikpunkte werden in einigen Tests der Mangel an Herausforderung und eine ungünstige Kameraführung angeführt.

„Fazit: »Vor allem im Koop-Modus ist die Mischung aus Kämpfen und Jump and Run gut gelungen und sorgt für ein kurzweiliges Wochenend-Abenteuer.«“

„Fazit: »Ein Nachfolger nach Maß. Knack 2 stellt dank etlicher Verbesserungen den ersten Teil deutlich in den Schatten.«“